# Plàstic termoestable
Un plàstic termoestable (en anglès:thermosetting plastic, o thermoset) és un material polimèric que ha sofert una reticulació química irreversible. La reticulació es pot dur a terme mitjançant la calor (generalment per sobre dels 2000 °C), per una reacció química (dues parts epoxi per exemple) o per irradiació com en el processat per feix d'electrons (raigs catòdics).
Abans de la reticulació química els materials termoestables normalment són líquids i estan dissenyats per a ser emmotllats fins a la seva forma final o bé utilitzats com a adhesius. Altres són sòlids, com els dels compostos emmotllats usats en semiconductors i circuits integrats. Una vegada endurit, un plàstic termoestable no pot ser reescalfat i fos per a retornar-lo a l'estat líquid.
D'acord amb la recomanació de la IUPAC, un polímer termoestable és un prepolímer en un estat sòlid tou o viscós que canvia irreversiblement a una xarxa de polímer infusible i insoluble per la reticulació química.

## Procés
El procés de reticulació química transforma la resina a polímer per un procés d'enllaçament creuat (cross-link). S'afegeix energia o un catalitzador que fan que les cadenes moleculars reaccionin en llocs químicament actius (llocs insaturats o epoxi, per exemple), generant una estructura rígida de tres dimensions. El procés de cross-link forma una molècula amb un pes molecular molt gran, que resulta en un material amb un elevat punt de fusió. Durant la reacció el pes molecular s'incrementa fins al punt on la temperatura de fusió és més alta que la temperatura ambient i el material pren la forma sòlida.
Un reescalfament incontrolat del material pot assolir la temperatura de descomposició abans d'arribar al punt de fusió. Això implica que els plàstics termoestables no es poden reciclar, excepte com a materials de farciment.

## Propietats
Els plàstics termoestables generalment són més forts que els termoplàstics per la seva xarxa tridimensional i també són més adequats per a aplicacions a altes temperatures. Tanmateix són més fràgils.

## Exemples
Alguns exemples de plàstics termoestables:
- Sistemes de fibra de vidre de polièster
- Goma vulcanitzada
- Baquelita
- Resina d'acrilat
- Duroplast, similar a la baquelita utilitzat en els automòbils
- Escuma d'urea-formaldehid
- Resina de melamina[3]
- Resina epoxi
- Poliimides
- Ésters cinats o policianurats en aplicacions electròniques
- Mold o mold runners (la part de plàstic negra dels circuits integrats o de semiconductors)

Alguns mètodes d'emmotllar termoestables són:
- Injecció d'emmotllat reactiva
- Emmotllat per extrusió
- Emmotllat per compressió (emprat per a donar forma a la majoria de plàstics termoestables)
- Spin casting